# Миндел, Дэниел
А́йвор Дэ́ниел Ми́ндел B.S.C. A.S.C. (англ. Ivor Daniel Mindel; род. 27 мая 1958, Йоханнесбург, Трансвааль, ЮАС) — американо-южноафриканский кинооператор. Он известен по частому сотрудничеству с режиссёрами Ридли и Тони Скоттами и Дж. Дж. Абрамсом.
Миндел получил образование в Австралии и Британии. Он был помощником оператора в фильме Джона Бурмена «Изумрудный лес» (1985), под руководством французского оператора Филиппа Русло. Затем он переехал в США и начал работать над полнометражными фильмами Ридли и Тони Скоттов, среди нескольких других режиссёров.
В течение 1990-х годов, Миндел работал оператором и фотографом в полнометражных фильмах, снятых Тони Скоттом и Ридли Скоттом, включая фильмы «Тельма и Луиза» и «Багровый прилив». В 1997 году подписался быть оператором второй команды фильма Ридли Скотта «Солдат Джейн». Это открыло дверь для Миндела стать оператором экшн-триллера Тони Скотта «Враг государства» (1998).
Миндел пошёл работать оператором для таких фильмов как «Шанхайский полдень», «Застрял в тебе», «Ключ от всех дверей», «Джон Картер» и фильмов Тони Скотта «Шпионские игры» и «Домино». Он также был дополнительным оператором фильмов «Идентификация Борна» и «Львы для ягнят».
Режиссёр Дж. Дж. Абрамс выбрал Миндела быть оператором фильма «Миссия невыполнима 3». Миндел работал с Абрамсом снова в качестве оператора фильма «Звёздный путь» (2009) и последующего фильма «Стартрек: Возмездие».
Миндел стал оператором к ещё одному фильму Дж. Дж. Абрамса, «Звёздные войны: Пробуждение силы», который вышел 18 декабря 2015 года.

## Фильмография
| Год  | Название                               | Ориг. название                   | Режиссёр         | Примечания |
| ---- | -------------------------------------- | -------------------------------- | ---------------- | ---------- |
| 1998 | Враг государства                       | Enemy of the State               | Тони Скотт       |            |
| 2000 | Шанхайский полдень                     | Shanghai Noon                    | Том Дей          |            |
| 2001 | Шпионские игры                         | Spy Game                         | Тони Скотт       |            |
| 2003 | Застрял в тебе                         | Stuck on You                     | Братья Фаррелли  |            |
| 2005 | Домино                                 | Domino                           | Тони Скотт       |            |
| 2005 | Ключ от всех дверей                    | The Skeleton Key                 | Иэн Софтли       |            |
| 2006 | Миссия невыполнима 3                   | Mission: Impossible III          | Дж. Дж. Абрамс   |            |
| 2009 | Звёздный путь                          | Star Trek                        | Дж. Дж. Абрамс   |            |
| 2012 | Особо опасны                           | Savages                          | Оливер Стоун     |            |
| 2012 | Джон Картер                            | John Carter                      | Эндрю Стэнтон    |            |
| 2013 | Стартрек: Возмездие                    | Star Trek Into Darkness          | Дж. Дж. Абрамс   |            |
| 2014 | Новый Человек-паук. Высокое напряжение | The Amazing Spider-Man 2         | Марк Уэбб        |            |
| 2015 | Звёздные войны: Пробуждение силы       | Star Wars: The Force Awakens     | Дж. Дж. Абрамс   |            |
| 2016 | Образцовый самец № 2                   | Zoolander 2                      | Бен Стиллер      |            |
| 2018 | Парадокс Кловерфилда                   | The Cloverfield Paradox          | Джулиус Она      |            |
| 2018 | Тихоокеанский рубеж 2                  | Pacific Rim: Maelstrom           | Стивен С. Денайт |            |
| 2019 | Звёздные войны: Скайуокер. Восход      | Star Wars: The Rise of Skywalker | Дж. Дж. Абрамс   |            |